# Équipe cycliste Catavana-AS Corbeil-Essonnes-Cedico
Catavana - A.S Corbeil Essonnes - Cedico est une ancienne équipe cycliste française. Elle fut créée à la fin de la saison 1993 et disparut à la fin de l'année 1994 après seulement une saison.

## Histoire
Le club de l'AS Corbeil-Essonnes est au début des années 1990 l'un des plus anciens et prestigieux clubs cyclistes de France. Il a formé de nombreux champions. En 1993, le nouveau président de la fédération française de cyclisme Daniel Baal lance un appel d'offres auprès des clubs amateurs pour relancer la création d'équipes professionnelles. L'équipe de l'AS Corbeil est la première à exprimer son souhait de créer une équipe professionnelle. Deux équipes voient le jour en 1994. L'équipe AS Corbeil est rejointe par sa voisine d'Aubervilliers qui monte également une structure semblable.
Le club s'associe en vue de la saison 1994 à des partenaires privés. Catavana, société d'outillage de jardin, est le sponsor titre de l'équipe et permet de payer les salaires des meilleurs coureurs. Un second sponsor est Cédico, sponsor personnel du nouveau directeur sportif belge Didier Paindavaine, qui amène avec lui Akira Asada. Sur le papier, l'équipe possède un dossier solide qui lui laisse espérer une saison riche en victoires grâce au recrutement de Marc Madiot et Patrice Esnault ainsi que Sean Kelly à partir du mois de mars. L'effectif semble bâti pour participer au Tour et aux classiques du printemps.
La saison commence au mois de janvier avec les premières courses et les cyclo-cross où le jeune Jérôme Chiotti apporte la première victoire à l'équipe. Le mois de février débute avec la troisième place de Christian Chaubet. L'arrivée de Sean Kelly qui a refusé d'arrêter sa carrière durant l'hiver et une selection sur Paris-Nice et Paris-Roubaix confirment l'attrait de l'équipe. Elle ne réussit pourtant pas à concrétiser les espoirs des mois de janvier et février et lors de Paris-Roubaix, Catavana perd l'un de ses leaders : Marc Madiot se blesse dans une chute.
Début mai, l'équipe qui vise toujours une sélection pour le Tour de France, signe de nouveau d'excellents résultats, enregistrant également la venue du Mexicain Arroyo qui possède de solides qualités de grimpeur. Le mois de mai voit ainsi l'équipe enregistrer deux nouvelles victoires sur des courses open. En juin, l'AS Corbeil-Essonnes réalise un bon Grand Prix du Midi libre qui se termine sur une huitième place d'Arroyo, et surtout un très bon Critérium du Dauphiné libéré où elle termine parmi les meilleures équipes. Ces résultats laissent espérer un repêchage de dernière minute sur le Tour. Malgré les promesses du PDG de Catavana Antoine Sauli, l'équipe ne participera pas au Tour de France et l'investissement des sponsors paraît de plus en plus illusoire. L'équipe conclut le mois de juin sur un titre de vice-champion d'Irlande mais perd Arroyo, débauché par Chazal.
La fin de saison voit l'équipe remporter plus de victoires qu'au début. Ainsi, au Tour de l'Ain l'équipe remporte la quatrième étape grâce à Franck Jarno. Elle remporte aussi le Bol d'or des Monédières grâce à Lars Michaelsen qui sera le coureur le plus prolifique de l'équipe avec 5 victoires. Catavana semble alors vouloir poursuivre avec un nouveau sponsor.
Le mois de septembre conforte d'ailleurs cette idée puisque, nullement démotivé par leur avenir incertain, les coureurs poursuivent leur excellente fin de saison. Lars Michaelsen remporte Paris-Bourges et s'annonce comme un favori possible pour Paris-Tours. Mais il rate son Paris-Tours et l'équipe conclut sa saison sur une note décevante au vu de son effectif. L'hiver s'annonce rapidement très incertain.
L'équipe voit en plus le départ des anciens. Ainsi Marc et Yvon Madiot, Sean Kelly et Patrice Esnault arrêtent leur carrière. L'effectif est trop appauvri et l'équipe est exsangue financièrement à l'approche de l'année 1995. Faute de moyens, l'équipe décide de redescendre dans la catégorie inférieure, en amateurs. Didier Paindavaine repartira l'année suivante avec Cédico comme sponsor titre et certains coureurs de la structure Catavana. L'équipe Catavana elle court toujours en DN2 sous le nom de l'AS Corbeil-Essonnes.

## Classement mondial
- Miguel Arroyo : 186e

## Effectif en 1994

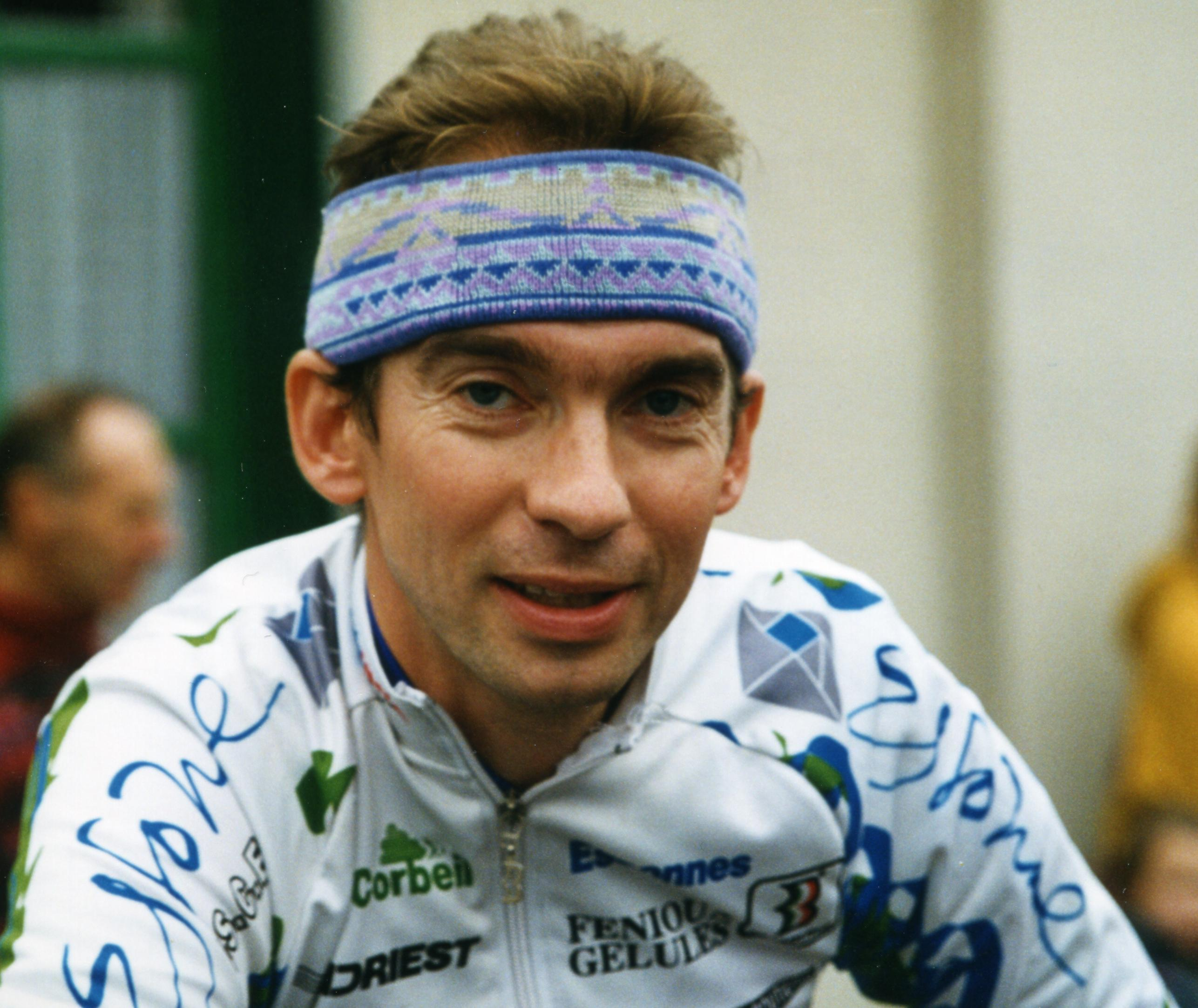
Patrice Esnault, vêtu du maillot de l'équipe

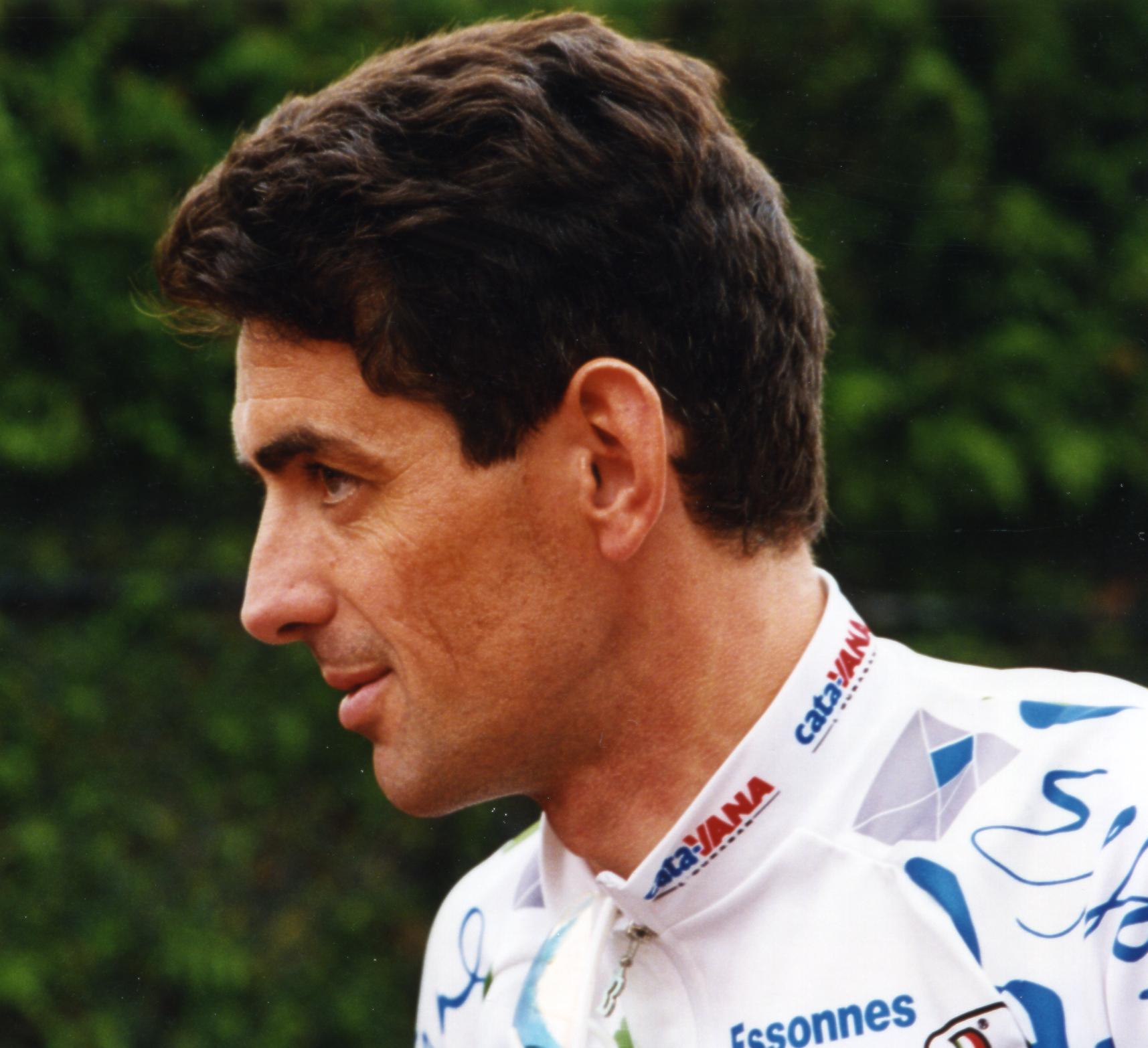
Marc Madiot

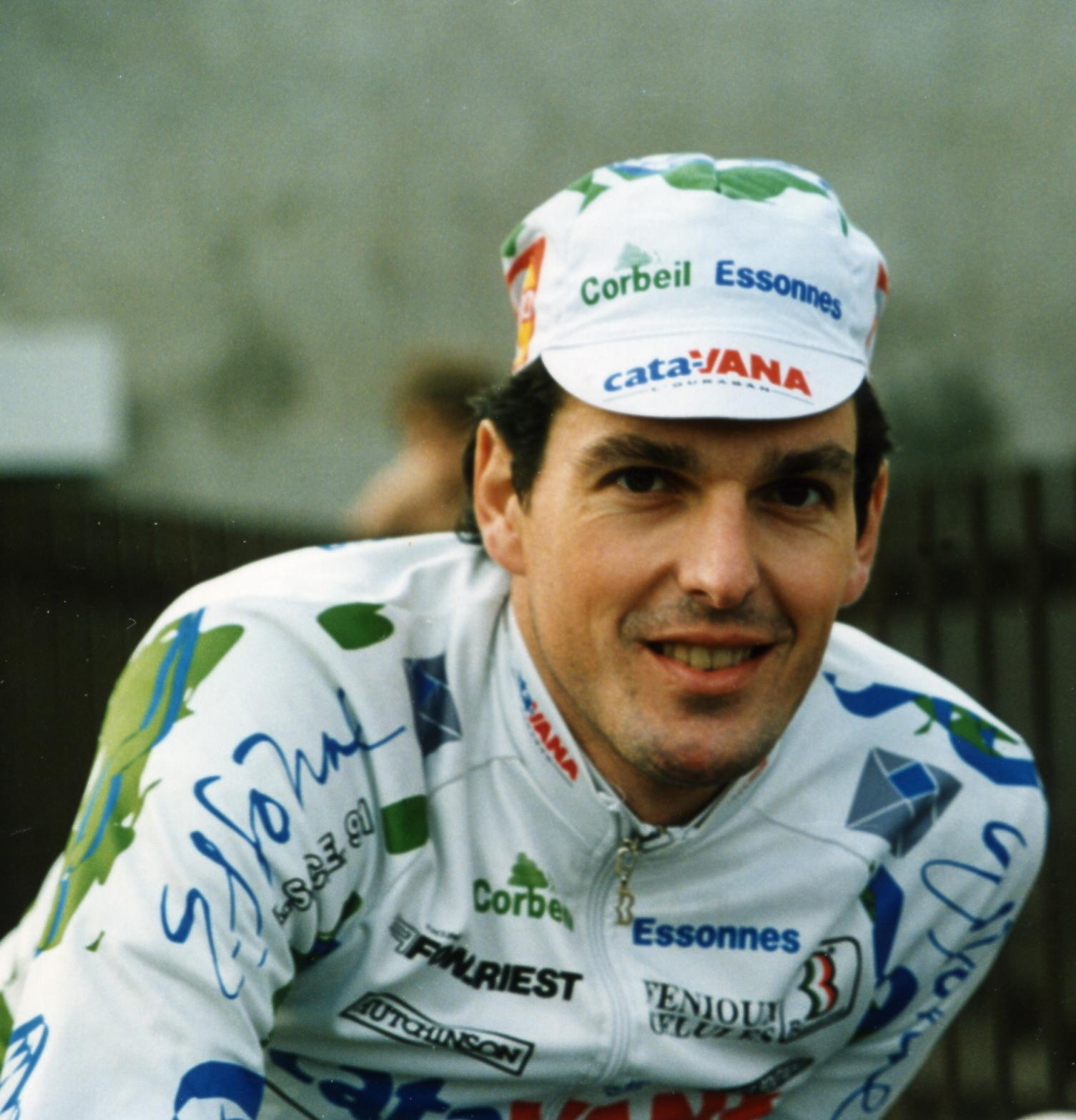
Franck Boucanville

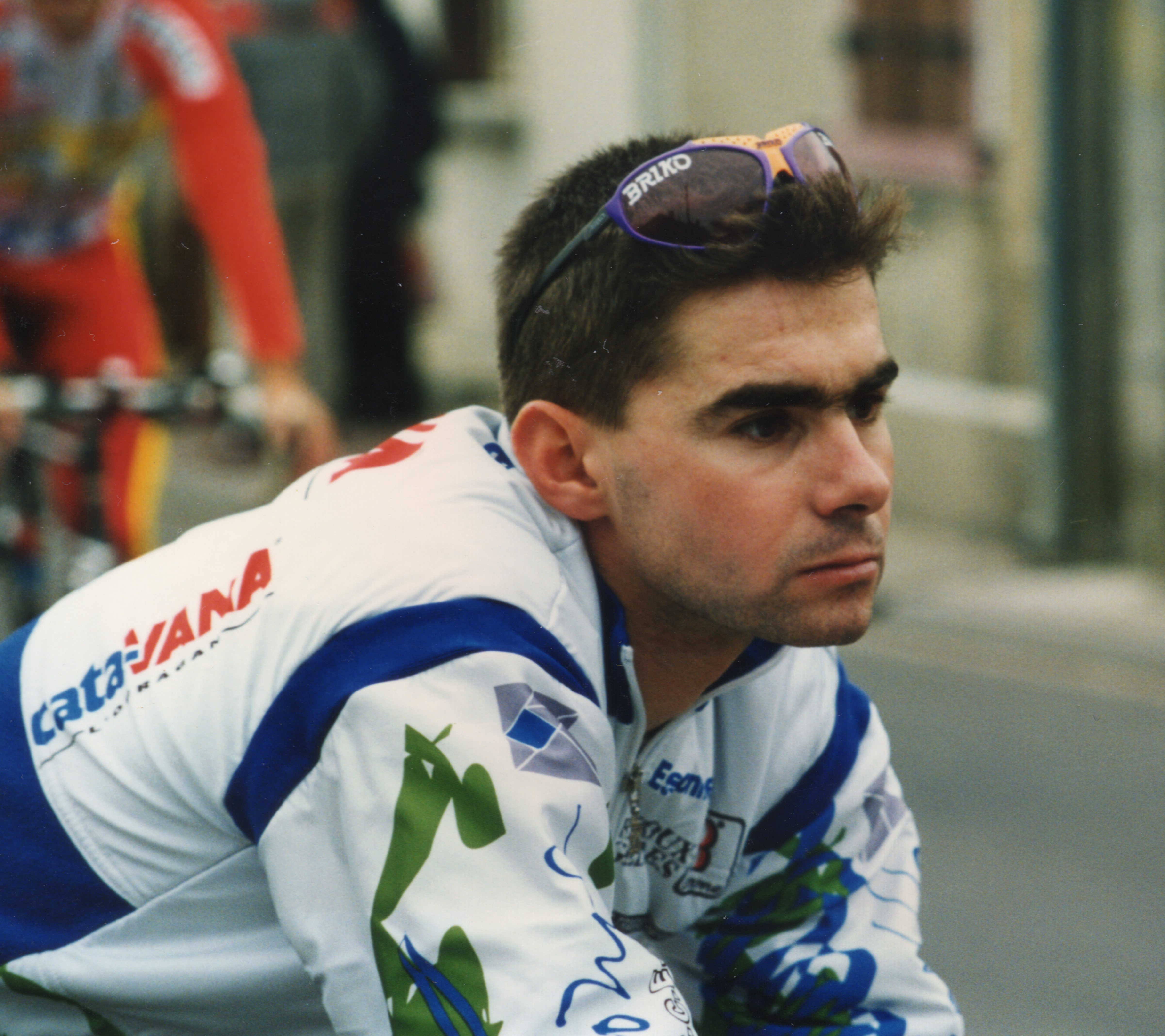
Pierrick Gillereau

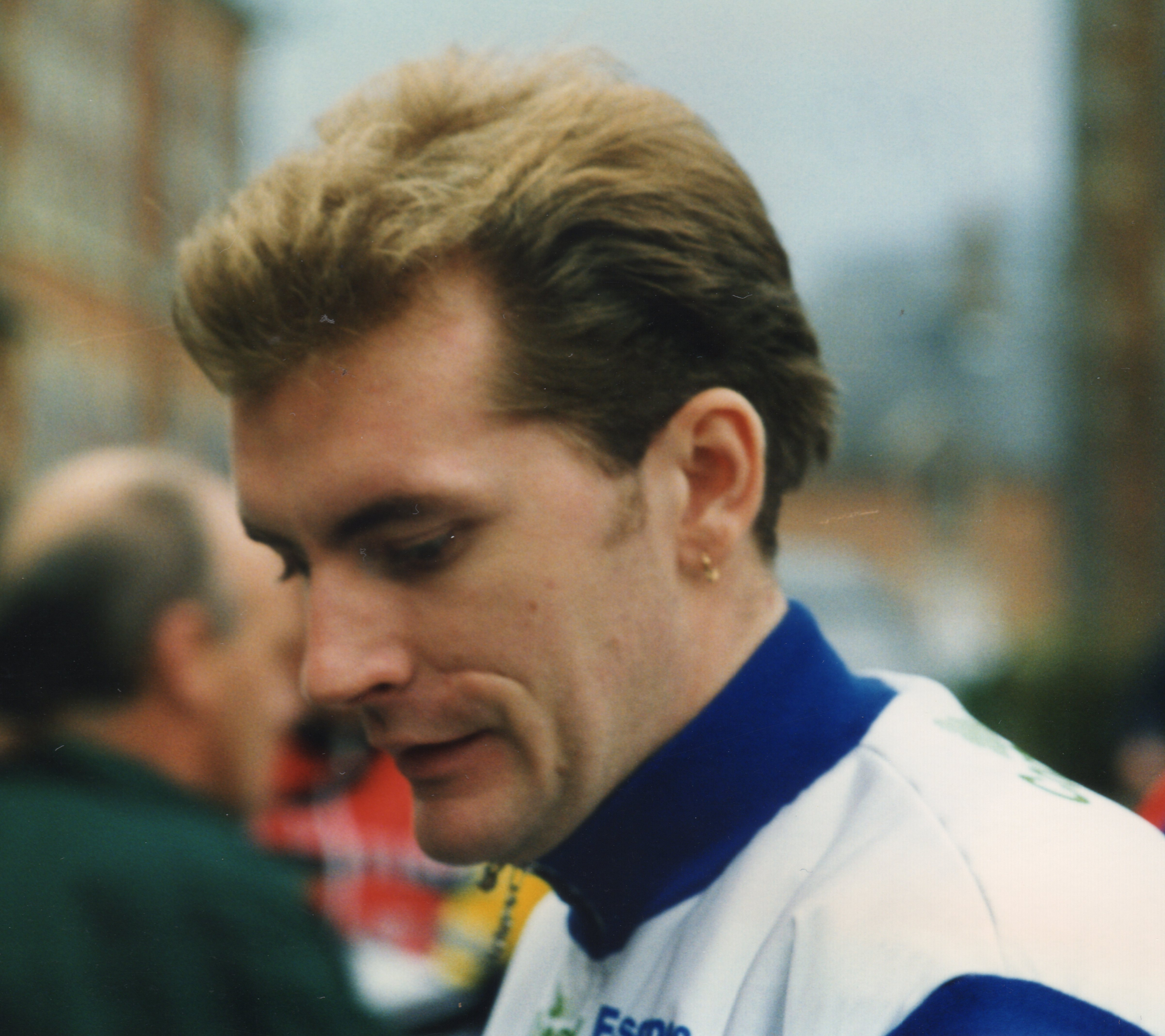
Franck Jarno

| Prénom-Nom         | Date de naissance | Nationalité | Équipe 1993         | Équipe 1995               |
| ------------------ | ----------------- | ----------- | ------------------- | ------------------------- |
| Miguel Arroyo*     | 06/12/1966        | Mexique     | Subaru-Montgomery   | Chazal-Konig              |
| Akira Asada        | 28/11/1967        | Japon       | Russ-Baikal         | Cédico-Ville de Charleroi |
| Franck Boucanville | 01/01/1966        | France      | ex-pro Chazal       | Amateur                   |
| Christian Chaubet  | 19/07/1961        | France      | Chazal              | Retraite                  |
| Jérôme Chiotti     | 18/01/1972        | France      | Amateur             | Le Groupement             |
| Michel Dubreuil    | 07/04/1966        | France      | Amateur             | AS Corbeil-Essonne        |
| Patrice Esnault    | 12/06/1961        | France      | Chazal              | Retraite                  |
| Benoît Farama      | 28/06/1970        | France      | Amateur             | Amateur                   |
| Pierrick Gillereau | 25/10/1968        | France      | Amateur             | Amateur                   |
| Franck Jarno       | 07/07/1970        | France      | Amateur             | Aki-Gipiemme              |
| Sean Kelly         | 24/05/1956        | Irlande     | Festina             | Retraite                  |
| Gérard Liévin**    | 21/11/1970        | France      | Amateur             | Amateur                   |
| Marc Madiot        | 16/04/1959        | France      | Subaru-Montgomery   | Retraite                  |
| Yvon Madiot        | 21/06/1962        | France      | Subaru-Montgomery   | Retraite                  |
| Jean-Luc Masdupuy  | 14/05/1969        | France      | Festina             | Aki-Gipiemme              |
| Erwann Menthéour** | 29/06/1973        | France      | Amateur             | Cédico-Ville de Charleroi |
| Lars Michaelsen    | 13/03/1969        | Danemark    | Amateur             | Festina                   |
| Jean-Michel Monin  | 07/09/1967        | France      | AS Corbeil-Essonnes | Auber 93                  |

- * du 30 avril 1994 au 30 juin 1994

- ** stagiaire à partir du 1er septembre 1994

## Championnat du monde
- 1994 : Lars Michaelsen : abandon

## Palmarès

### Palmarès sur route
- Tour de l'Oise - 4e étape : Lars Michaelsen
- Tour de l'Oise - 6e étape : Franck Boucanville
- Tour de l'Ain - 4e étape : Franck Jarno
- Circuit des plages vendéennes : Jean-Michel Monin
- Bol d'or des Monédières : Lars Michaelsen
- Boland Bank Tour : Lars Michaelsen
- International Cycling Classic : Lars Michaelsen
- Paris-Bourges : Lars Michaelsen
- Tour du Loiret + 1 étape : Michel Dubreuil
- Fresca Classic + 2 étapes : Lars Michaelsen

### Palmarès en cyclo-cross
- Cyclo-cross du Mingant, à Lanarvily : Jérôme Chiotti

### Palmarès sur piste
- Six jours de Nouméa : Jean-Michel Monin
- Championnat de France de demi-fond : Michel Dubreuil